# Landeszentrale für politische Bildung Sachsen-Anhalt

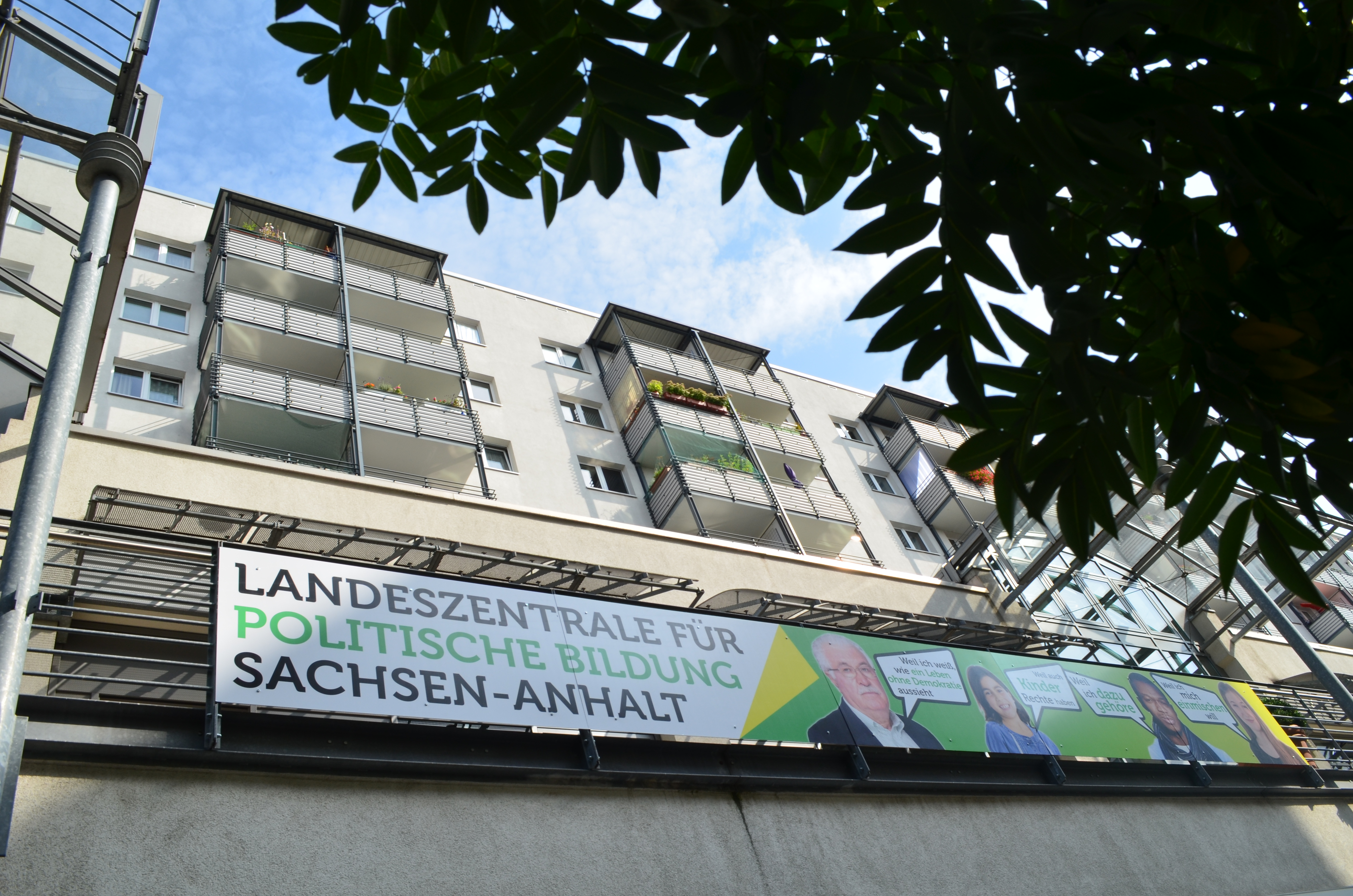
Geschäftsstelle Landeszentrale für politische Bildung des Landes Sachsen-Anhalt in der Leiterstraße in Magdeburg

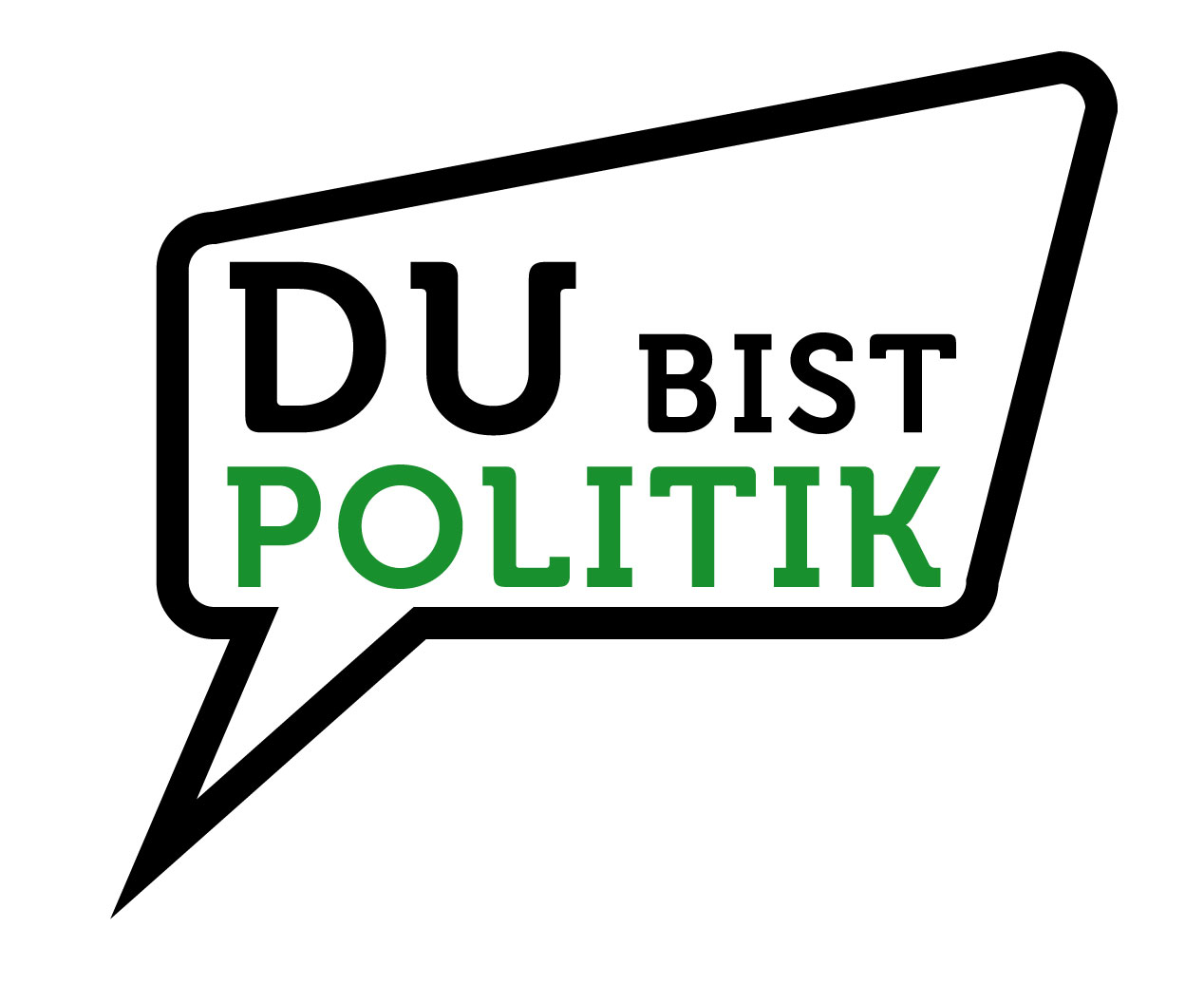
Kampagnenlogo der Landeszentrale für politische Bildung „Du bist Politik“

Die Landeszentrale für politische Bildung Sachsen-Anhalt (LpB LSA) ist die zentrale überparteiliche staatliche Einrichtung für die politische Bildung in Sachsen-Anhalt. Sie wendet sich an alle Bürger des Landes. Dabei unterstützt sie mit ihren Informations- und Bildungsangeboten Menschen in ihrem politischen Denken und Handeln und stützt sich dabei auf die Werte des Grundgesetzes der Bundesrepublik Deutschland und der Verfassung des Landes Sachsen-Anhalt.
Der Beschluss zur Errichtung der Landeszentrale für politische Bildung Sachsen-Anhalt wurde 1991 von der damaligen Landesregierung gefasst. Heute wird die Landeszentrale durch den Beschluss der Landesregierung zur Errichtung der Landeszentrale für politische Bildung des Landes Sachsen-Anhalt vom 3. Mai 2011 konstituiert.

## Aufbau
Die Landeszentrale für politische Bildung Sachsen-Anhalt gliedert sich in folgende Organisationseinheiten:
- Direktor/Referat 0
- Referat I: Demokratiebildung und Engagementförderung
- Referat II: Politische Systeme/Historisch-politische Bildung
- Referat III: Politische Kommunikation im Kontext neuer Medien

## Aufgaben und Leistungen
Die Landeszentrale für politische Bildung Sachsen-Anhalt bietet:
- Informationen über die demokratischen und rechtsstaatlichen Institutionen und Strukturen in den Kommunen und Ländern, dem Bund und der EU,
- Studien- und Informationsfahrten zu den Institutionen des Bundes, der EU und in den Landtag von Sachsen-Anhalt,
- eine kritische Auseinandersetzung mit der Geschichte des Nationalsozialismus und der DDR,
- Dialoge mit Zeitzeugen der jüngeren und jüngsten Geschichte,
- Informationen zur Landeskunde und zur gesamtdeutschen Geschichte, und zum jüdischen Leben in Geschichte und Gegenwart,
- Studien- und Informationsfahrten nach Israel und zu Gedenkstätten in Europa,
- Möglichkeiten, politisches Engagement und eine demokratische Streitkultur kennenzulernen und einzuüben,
- eine kritische Beschäftigung mit allen Ideologien der Ungleichheit, die sich gegen Demokratie und Menschenrechte richten,
- Möglichkeiten des aktiven Bürgerengagements pro Demokratie,
- interkulturelle Bildung und Informationen zur Stärkung der Partizipation von Migranten,
- Bildungsangebote über neue Medien und darüber, wie sie politische Entscheidungswegeverändern.

Die Landeszentrale für politische Bildung Sachsen-Anhalt fördert Bildungsträger, Vereine, Verbände, Stiftungen und öffentliche Einrichtungen, die Bildungs- und Informationsangebote pro Demokratie machen. Sie vernetzt Menschen, Institutionen und Bürgergruppen im Land, die sich für demokratische Teilhabe und gegen Ideologien der Ungleichheit und der Gruppen-bezogenen Menschenfeindlichkeit starkmachen.
Die Landeszentrale für politische Bildung Sachsen-Anhalt koordiniert:
- das Landesprogramm für Demokratie, Vielfalt und Weltoffenheit,
- das Netzwerk für Demokratie und Toleranz in Sachsen-Anhalt,
- das Schulnetzwerk „Schule ohne Rassismus – Schule mit Courage“,
- die Projekte des Programms „Zusammenhalt durch Teilhabe“ des Bundesministeriums des Innern in Sachsen-Anhalt.

Die Landeszentrale für politische Bildung Sachsen-Anhalt praktiziert und fördert eine Vielfalt der Methoden politischer und historischer Bildung und Qualifizierung:
- an der Schnittstelle zur Kultur mit Lesungen, Konzerten, Theater, Film- und Kunstprojekten,
- durch Trainings, die mit vielfältigen Übungen die Kompetenz zum demokratischen Handeln fördern,
- Medienprojekten mit Partnern aus Print, Rundfunk und Internet,
- Vernetzung und Beratung von Bürgern und Institutionen,
- Fach-Publikationen (zum Beispiel QuellenNAH).